# Hexatoma (Eriocera) denotata
Hexatoma (Eriocera) denotata is een tweevleugelige uit de familie steltmuggen (Limoniidae). De soort komt voor in het Oriëntaals gebied.